# Interavia
Interavia (ros. «Интера́виа») – rosyjska linia lotnicza działająca w latach 2005–2010. Interavia była prawnym następcą spółki "Astaire". Głównym portem lotniczym był Port lotniczy Moskwa-Domodiedowo.

## Flota
Flota na 2010 rok:
| Model   | Liczba | Zamówienia | Kraj Pochodzenia |
| ------- | ------ | ---------- | ---------------- |
| Jak-42  | 2      | 0          | ZSRR             |
| Tu-154M | 5      | 0          | ZSRR             |
| Tu-204  | 1      | 0          | ZSRR/ Rosja      |
| Ił-62M  | 4      | 0          | ZSRR             |

## Katastrofy i wypadki
W historii linii Interavia nie zdarzył się żadem wypadek lub katastrofa.